# Уэвос ранчерос
Уэ́вос ранче́рос (исп. huevos rancheros, «яйца в стиле ранчо») — мексиканское блюдо из жареных яиц на тортилье со свежим соусом из томатов и острого перца. Считается, что его традиционно подавали на завтрак на мексиканских фермах.

## Базовое блюдо
Основное блюдо — яичница, которую подают на слегка обжаренных или обугленных кукурузных или пшеничных лепешках тортильях, покрытых свежим соусом из помидоров, перца чили, лука и кинзы. Дополнения включают жареные бобы, рис по-мексикански и гуакамоле или ломтики авокадо с кинзой в качестве гарнира.

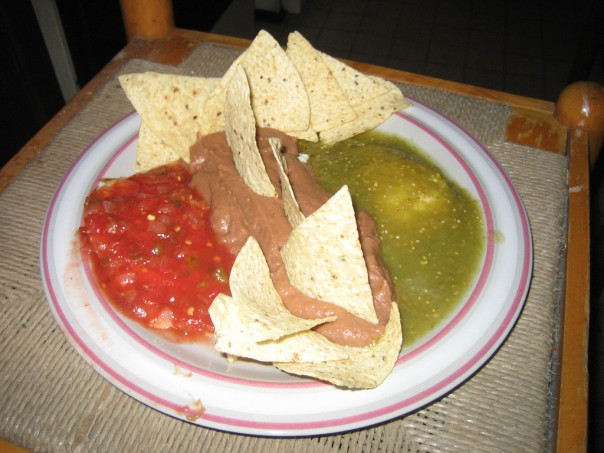
Разделённые яйца

## Варианты
По мере того, как блюдо распространилось за пределы Мексики, появились вариации, в которых использовались лепешки из пшеничной муки вместо кукурузной, и измельчённый чили или соус энчилада вместо сальсы из помидоров и чили. Не мексиканские добавки, такие как сыр, сметана и салат, также стали обычными ингредиентами в других странах.
Huevos divorciados («разделённые яйца») — это два яйца, которые подаются в том же стиле, что и huevos rancheros, но с разным соусом для каждого яйца — обычно это salsa roja и salsa verde.
Подобные блюда — Huevos motuleños из Юкатана и энчилада montadas из Нью-Мексико.
Другой вариант, huevos ahogados или «утопленные яйца», представляет собой традиционный мексиканский завтрак из яиц, сваренных в соусе из помидоров и чили.